# Kultura Heluan
Kultura Heluan – (kultura Helwan), kultura mezolityczna z terenu Egiptu.
Nazwa od stanowiska archeologicznego w Heluan w okolicach Kairu.
Przemysł krzemienny obejmuje liczne mikrolity w kształcie półksiężyca z retuszem dwustronnym, naprzemiennym, półstromym. Również charakterystyczne groty strzał z wydłużonych wiórów trójkątnych z symetrycznymi wnękami do osadzenia i przywiązywania do drzewca strzały. Gospodarka zbieracka, warunki sprzyjające początkom hodowli.
Jest prawdopodobnie powiązana z kulturą natufijską, czasami nawet osady tej kultury z terenu Egiptu są zaliczane do kultury natufijskiej. Datowana na około IX tysiąclecie p.n.e.